# جمال رشيد بك
جمال رشيد بك (بالتركية: Cemal Reşit Rey) (و. 1904 – 1985 م) هو ملحن، وكاتب سيناريو، وعازف بيانو، وموزع (موسيقى) تركي، ولد في القدس، يستخدم آلات بيانو، توفي في إسطنبول، عن عمر يناهز 81 عاماً.

## التعليم
تعلم في كونسرفاتوار جنيف
.

## جوائز
حصل على جوائز منها:

جائزة فنان الدولة ‏ (1981)

## وصلات خارجية
- جمال رشيد بك على موقع IMDb (الإنجليزية)
- جمال رشيد بك على موقع ميوزك برينز (الإنجليزية)
- جمال رشيد بك على موقع ديسكوغز (الإنجليزية)
- جمال رشيد بك على موقع قاعدة بيانات الفيلم (الإنجليزية)

- جمال رشيد بك في قاعدة بيانات الأفلام على الإنترنت